# アーロン・ポインター
アーロン・エルトン・ポインター（Aaron Elton Pointer、1942年4月18日 - ）は、アメリカ合衆国アーカンソー州リトルロック出身の元野球選手（外野手、内野手）。
アメリカのコーラス・グループポインター・シスターズとは兄妹である。アフリカ系アメリカ人として初めてMLBの監督となったフランク・ロビンソンとは従兄弟にあたる。

## 来歴・人物
1942年4月18日にアーカンソー州リトルロックで6人兄弟の2人目として生まれ、カリフォルニア州ウェストオークランドで少年時代を過ごした。父親は牧師で、妹たちは子どもの頃から教会でゴスペルを歌っており、のちにポインター・シスターズとなった。ポインター自身は、サンフランシスコ大学にバスケットボールでの奨学金を受けて進学している。
サンフランシスコ大学2年次の1961年にヒューストン・コルト45's（現ヒューストン・アストロズ）とマイナー契約するが、引退後のことを考えて中退せず8年かけて社会学の学位を取得している。同年1Aサリスバリー・ブレーブスに所属したが、打率が脅威の.402をマーク、2006年時点で打率4割を超えた最後のプロの打者となっている。この好成績により、同年AAAのヒューストン・バフズに昇格。1963年にメジャーリーグのヒューストン・コルト45'sへ昇格。その後、1966年と1967年にもメジャーでプレーしている。メジャー3シーズンの成績は打率 .208、本塁打2、打点15であった。1968年シーズン途中にシカゴ・カブスにトレードされてカブス傘下のタコマ・カブスで1969年までプレーするが、メジャー昇格はならなかった。
1970年に黒い霧事件で大幅な戦力ダウンを余儀なくされた西鉄ライオンズに入団。同年は4番を任されるも打率.260、本塁打22、打点67と物足りない成績ではあったが、戦力ダウンした西鉄のレギュラー陣の中でポインターは最高打率・打点を記録した。しかし、1971年になると急激な打撃不振に陥り、2割前後まで打率を下げ、仕方なく代打で使うとよく打ち、レギュラーで使ってみると全く打てない、といったシーンが続き、代打専門で起用された1972年まで3シーズンを過ごし退団。ベネズエラリーグでのプレーを経て野球選手としての現役生活を引退した。ポインターの本職は外野手ではあったが、非常に器用な選手で投手・捕手以外はすべてのポジションを経験した。足が速く、西鉄での計3年間で盗塁を30個も決めている。
現役引退後はワシントン州タコマに居住。同州ピアス・カウンティー（郡）の公務員となり、パーク・アンド・リクリエーション部門の体育主任や総務部門の上級職員を務めた。また公務の傍らで、アメリカンフットボールのオフィシャル（審判）もするようになる。最初は、10歳くらいの子どもの試合から始めて高校次いで大学と経験を積み、1978年から1987年までアフリカ系アメリカ人として初めてパシフィック・テン・カンファレンスでカレッジフットボールのオフィシャルを務めた。1987年にはNFLのヘッドラインズマンも務めている。2003年にNFLのオフィシャルを退任した。

## 人物
妹たちポインター・シスターズを非常に気に入っており、レコードは全て持っていた。また、時間がある時はコンサートにも行っていたという。
アウトドア活動を好み、野球選手引退後は出身地のリトルロックには戻らず、キャンプや釣りをするのに便利なタコマに居住した。

## 詳細情報

### 年度別打撃成績
| 年 度    | 球 団    | 試 合 | 打 席 | 打 数 | 得 点 | 安 打 | 二 塁 打 | 三 塁 打 | 本 塁 打 | 塁 打 | 打 点 | 盗 塁 | 盗 塁 死 | 犠 打 | 犠 飛 | 四 球 | 敬 遠 | 死 球 | 三 振 | 併 殺 打 | 打 率 | 出 塁 率 | 長 打 率 | O P S |
| -------- | -------- | ----- | ----- | ----- | ----- | ----- | -------- | -------- | -------- | ----- | ----- | ----- | -------- | ----- | ----- | ----- | ----- | ----- | ----- | -------- | ----- | -------- | -------- | ----- |
| 1963     | HOU      | 2     | 5     | 5     | 0     | 1     | 0        | 0        | 0        | 1     | 0     | 0     | 0        | 0     | 0     | 0     | 0     | 0     | 1     | 0        | .200  | .200     | .200     | .400  |
| 1966     | HOU      | 11    | 32    | 26    | 5     | 9     | 1        | 0        | 1        | 13    | 5     | 1     | 1        | 0     | 0     | 5     | 0     | 1     | 6     | 0        | .346  | .469     | .500     | .969  |
| 1967     | HOU      | 27    | 87    | 70    | 6     | 11    | 4        | 0        | 1        | 18    | 10    | 1     | 0        | 1     | 2     | 13    | 1     | 1     | 26    | 1        | .157  | .291     | .257     | .548  |
| 1970     | 西鉄     | 126   | 515   | 469   | 56    | 122   | 17       | 0        | 22       | 205   | 67    | 16    | 8        | 3     | 2     | 39    | 1     | 2     | 89    | 8        | .260  | .320     | .437     | .757  |
| 1971     | 西鉄     | 73    | 255   | 231   | 20    | 43    | 6        | 0        | 11       | 82    | 34    | 8     | 3        | 0     | 2     | 20    | 0     | 2     | 36    | 8        | .186  | .257     | .355     | .612  |
| 1972     | 西鉄     | 103   | 206   | 187   | 20    | 39    | 10       | 1        | 7        | 72    | 24    | 6     | 2        | 5     | 0     | 14    | 0     | 0     | 33    | 5        | .209  | .264     | .385     | .649  |
| MLB：3年 | MLB：3年 | 40    | 124   | 101   | 11    | 21    | 5        | 0        | 2        | 32    | 15    | 2     | 1        | 1     | 2     | 18    | 1     | 2     | 33    | 1        | .208  | .333     | .317     | .650  |
| NPB：3年 | NPB：3年 | 302   | 976   | 887   | 96    | 204   | 33       | 1        | 40       | 359   | 125   | 30    | 13       | 8     | 4     | 73    | 1     | 4     | 158   | 21       | .230  | .291     | .405     | .696  |

### 記録
NPB
- 初出場・初先発出場：1970年4月11日、対東映フライヤーズ1回戦（平和台野球場）、3番・中堅手で先発出場
- 初安打：同上、8回裏に金田留広から
- 初打点：1970年4月12日、対東映フライヤーズ2回戦（平和台野球場）、5回裏に高橋直樹から
- 初本塁打：1970年4月15日、対ロッテオリオンズ2回戦（平和台野球場）、2回裏に平岡一郎から左越満塁本塁打

### 背番号
- 17（1963年）
- 28（1966年 - 1967年）
- 23（1967年）
- 41（1970年 - 1972年）